# Syed Manzoorul Islam
Syed Manzoorul Islam, né le 18 janvier 1951,est un critique littéraire bangladais, écrivain et ancien professeur de l'université de Dacca. En tant que critique littéraire, il a écrit des critiques sur des écrivains comme Michael Madhusudan Dutt, Kazi Nazrul Islam, Sudhindranath Dutta, Samar Sen et Shamsur Rahman. Il a reçu le prix littéraire de l'Académie Bangla en 1996, et son recueil de nouvelles de 2005, « Prem o Prarthanar Galpo », a été le livre de l'année de Prothom Alo. Il est devenu président de PEN Bangladesh (en) en janvier 2018.